# Cologne, Gers
 Cologne là một xã thuộc tỉnh Gers trong vùng Occitanie tây nam nước Pháp. Xã này có độ cao trung bình 199 mét trên mực nước biển.